# بیمه تروریسم
بیمه تروریسم (انگلیسی: Terrorism insurance) بیمه ای است که توسط صاحبان اموال برای برحذر داشتن از زیان‌های بالقوه و بدهی‌های احتمالی که بدنبال فعالیت‌های تروریستی ممکن است به وجود آید خریداری می‌کنند.
پرداختن به این موضوع یکی از مسائل دشوار شرکت‌های بیمه محسوب می‌شود، زیرا احتمال پیش‌بینی حملات تروریستی بسیار دشوار بوده و مسئولیت بالقوه آن بسیار عظیم است. به عنوان مثال، تخمین زده شده‌است که خسارت حملات ۱۱ سپتامبر ۲۰۰۱، ۳۱٫۷ میلیارد دلار بوده‌است. این عدم اطمینان از زیان‌های بزرگ بالقوه، باعث می‌شود تا تنظیم حق بیمه به موضوع سختی تبدیل شود؛ در نتیجه، اکثر شرکت‌های بیمه، از تأمین بیمه تروریسم به نسبت بیمه حوادث و خسارات یا بیمه اموال و غیرو پرهیز می‌کنند و خواستار تضمین‌هایی هستند تا بتوانند بیمه تروریسم را بپذیرند.

## نیازهای صنعت
تمرکز خطر، یکی دیگر از عوامل تعیین‌کننده جهت در دسترس بودن بیمه تروریسم است. با توجه به خسارات متمرکز مرکز تجارت جهانی، متصدیان بیمه با ضربه ای مواجه شدند که ناشی از خسارات زیاد در یک مکان متمرکز بود. بیمه گران به دنبال گسترش پوشش بیمه در یک منطقه جغرافیایی وسیع تر از سایر مخاطرات متراکم مانند سیل می‌باشند.

## مدل‌سازی خطرات
شرکت‌های بیمه از یک مشئ‌ای که مشابه با خطرات ناشی از فاجعه طبیعی است، استفاده می‌کنند. یک گزارش از سوئیس، در مواردی که تقاضا بیشتر از عرضه برای پوشش دادن بخاطر تروریسم است، یک راه حل کوتاه مدت را امکان‌پذیر می‌دانند که عبارت  است از تلفیقی از منابع دولتی و خصوصی برای مرحله انتقال آسان. در این وضعیت، دولت به دو وظیفه عمل می‌کند: ایجاد قوانین جهت غلبه بر کمبود ظرفیت و کار به عنوان بیمه گر آخرین منبع.
کشورهایی که برنامه‌های دراز مدت بیمه تروریسم دارند
با توجه به برنامه سیاسی، برنامه‌های دراز مدت بیمه تروریسم در کشورهای زیر فراهم شده‌است:
1. استرالیا
2. اتریش
3. فنلاند
4. فرانسه
5. آلمان
6. اسرائیل
7. نامیبیا
8. هلند
9. روسیه
10. آفریقای جنوبی
11. اسپانیا
12. سوئیس
13. ترکیه
14. انگلستان
15. هندوستان